# OpenOffice Impress
OpenOffice Impress (dawniej OpenOffice.org Impress w wersji polskiej Prezentacja) – zaawansowany program do tworzenia grafiki prezentacyjnej wchodzący w skład bezpłatnego pakietu biurowego Apache OpenOffice, dostępnego dla platform Microsoft Windows, Linux, Solaris oraz w mniejszym stopniu innych (w tym OS X). Jest dostępny w kilkudziesięciu wersjach językowych, także w języku polskim.
Impress jest programem odpowiadającym funkcjonalnie takim komercyjnym programom, jak Microsoft PowerPoint czy Corel Presentations, a więc zawierającym komplet narzędzi do organizowania prezentacji, edycji slajdów, wyświetlania prezentacji na ekranie, eksportu i importu danych (unikatowa możliwość eksportu do formatu Adobe Flash i PDF), o poprawnej ergonomii obsługi. Słabszą stroną jest obsługa wideo i dźwięku, niewielki jest też zasób gotowych szablonów dostarczanych razem z pakietem.
Zaletą OpenOffice Impress jest macierzysty format pliku – skompresowany XML – dzięki któremu prezentacje mają niewielkie rozmiary.
Od wersji 2.0 stosowany jest domyślnie otwarty format OpenDocument, promowany obecnie jako uniwersalny standard wymiany informacji między programami biurowymi.

## Historia
OpenOffice.org Impress jest produktem wywodzącym się z pakietu StarOffice niemieckiej firmy Star Division Inc., który został zakupiony przez Sun Microsystems, a 19 lipca 2000 roku, udostępnionym do dalszego rozwoju przez społeczność Open Source.
Jeszcze na początku 2005 r. program był dostępny tylko w wersji 1.1.x. W październiku 2005 pojawiła się następna wersja pakietu, a mianowicie OpenOffice.org 2.0. Impress został w niej w znacznym stopniu przebudowany i udoskonalony.